# زوفیا ریشوونا
زوفیا ریشووْنا (لهستانی: Zofia Rysiówna؛ زادهٔ ۱۷ مه ۱۹۲۰–۱۷ نوامبر ۲۰۰۳) بازیگر اهل لهستان بود.
از فیلم‌ها یا مجموعه‌های تلویزیونی که وی در آن‌ها نقش داشته‌است، می‌توان به رانندگان جایگزین، خانه، بازگشته و سالی از خورشید خاموش اشاره نمود.